# Aaron Dworkin
Aaron Paul Dworkin (* 11. September 1970 in Monticello) ist ein afroamerikanischer Geiger und Musikpädagoge.
Dworkin wurde im Alter von zwei Wochen von weißen Eltern adoptiert und wuchs in New York und Hershey/Pennsylvania auf. Er hatte ab dem fünften Lebensjahr Violinunterricht, besuchte die Interlochen Arts Academy und studierte Violine an der University of Michigan. Zu seinen Lehrern zählten Vladimir Graffman, Berl Senofsky, Jascha Brodsky, John Eaken, Renata Knific, Donald Hopkins und Stephen Shipps.
1996 gründete er die Sphinx Organization mit dem Sphinx Orchestra und dem Sphinx Chamer Orchestra, die der Förderung afro- und lateinamerikanischer Streichmusiker dient und jährliche Wettbewerbe veranstaltet. Für das Finalkonzert 2002 komponierte Coleridge-Taylor Perkinson die Symphony of the Sphinx. Mehrere Finalkonzerte des Sphinx Symphony Orchestra sind auf CD erhältlich. 2005 wurden Dworkin und die Sphinx Organization mit einem National Governors Award ausgezeichnet.
Dworkin spielt sowohl akustische als auch elektrische Violine. Er spielte zwei CDs ein: Ebony Rhythm und Bar-Talk. Außerdem verfasste er die Autobiographie Uncommon Rhythm: A Black, White, Jewish, Jehovah’s Witness, Irish Catholic Adoptee’s Journey to Leadership, die Gedichtsammlung They Said I Wasn’t Really Black und das Kinderbuch The 1st Adventure of Chilli Pepper. 2005 wurde er als MacArthur Fellow („Genie Award“) ausgezeichnet, außerdem wurde er Mitglied des Obama National Arts Policy Committe. Von Barack Obama wurde er in das National Council on the Arts berufen.
2023 wurde Dworkin in die American Academy of Arts and Sciences gewählt.

## Weblink
- Homepage von Aaron Dworkin